# Rezonans Schumanna
Rezonans Schumanna – zjawisko powodujące występowanie w naturalnym ziemskim spektrum częstotliwości fal elektromagnetycznych grupy maksimów w zakresie skrajnie niskich częstotliwości (ELF).

## Opis
Występowanie zjawiska ziemskich fal stojących zostało przewidziane matematycznie przez niemieckiego fizyka, Winfrieda Otto Schumanna w 1952 r. Zauważył on, że jonosfera i powierzchnia Ziemi tworzą układ dwóch przewodzących sfer, który zachowuje się jak wnęka rezonansowa lub falowód. Rozwiązując równania Maxwella dla takiego układu określił jego częstotliwości rezonansowe. Maksymalne amplitudy fal (maksima) występują dla częstotliwości 7,83 Hz oraz dla harmonicznych 14,3; 20,8; 27,3 i 33,8 Hz (częstotliwości Schumanna), z niewielkimi odchyłkami w zależności od pory dnia. Najwyższe zarejestrowane harmoniczne (ich amplituda maleje wraz ze wzrostem częstotliwości) sięgają do zakresu ULF.
Ustalono, że głównym źródłem energii zasilającej rezonans Schumanna są wyładowania elektryczne, powstające w atmosferze ziemskiej. Na kuli ziemskiej występuje średnio około 100 wyładowań (piorunów) w ciągu sekundy. Ponadto takim źródłem może być burza magnetyczna, a także sieć energetyczna, której częstotliwość według standardów amerykańskich (60 Hz) pokrywa się z jedną z harmonicznych.